# جون فولكنير
جون فولكنير (بالإنجليزية: John Faulkner)‏ (10 مارس 1948 في المملكة المتحدة - 28 ديسمبر 2017) هو لاعب كرة قدم بريطاني في مركز الدفاع. لعب مع ليدز يونايتد ونادي لوتون تاون وكاليفورنيا سيرف ‏ وMemphis Rogues ‏ وساتون يونايتد وكراي واندررز.

## وصلات خارجية
- جون فولكنير على موقع قاعدة بيانات كرة القدم.إي يو (الإنجليزية)